# Astatoreochromis alluaudi
Alluaud's Haplo (Astatoreochromis alluaudi) là một loài cá thuộc họ Cichlidae. Loài này có ở Burundi, Kenya, Tanzania, và Uganda.
Môi trường sống tự nhiên của chúng là hồ nước ngọt, đầm nước ngọt, và vùng đồng bằng nội địa. Nó không được IUCN xem là loài bị đe dọa.